# Ukrajna a 2012. évi nyári olimpiai játékokon
Ukrajna a nagy-britanniai Londonban megrendezett 2012. évi nyári olimpiai játékok egyik részt vevő nemzete volt. Az országot az olimpián 25 sportágban 230 sportoló képviselte, akik összesen 18 érmet szereztek.

## Érmesek
| Érem  | Versenyző                                                                       | Sportág       | Versenyszám              |
| ----- | ------------------------------------------------------------------------------- | ------------- | ------------------------ |
| Arany | Katerina Taraszenko Natalija Dovhogyko Anasztaszija Kozsenkova Jana Dementyjeva | Evezés        | Női négypárevezős        |
| Arany | Jurij Cseban                                                                    | Kajak-kenu    | Férfi kenu egyes 200 m   |
| Arany | Vaszil Lomacsenko                                                               | Ökölvívás     | Férfi könnyűsúly         |
| Arany | Olekszandr Uszik                                                                | Ökölvívás     | Férfi nehézsúly          |
| Arany | Jana Semjakina                                                                  | Vívás         | Női párbajtőr, egyéni    |
| Ezüst | Olekszandr Pjatnicja                                                            | Atlétika      | Férfi gerelyhajítás      |
| Ezüst | Valerij Andrijcev                                                               | Birkózás      | Férfi szabadfogás, 96 kg |
| Ezüst | Inna Oszipenko-Radomszka                                                        | Kajak-kenu    | Női kajak egyes 200 m    |
| Ezüst | Inna Oszipenko-Radomszka                                                        | Kajak-kenu    | Női kajak egyes 500 m    |
| Ezüst | Denisz Berincsik                                                                | Ökölvívás     | Férfi kisváltósúly       |
| Bronz | Oleszja Povh Hrisztina Sztuj Marija Rjemjeny Jelizaveta Brizhina                | Atlétika      | Női 4 × 100 m váltó      |
| Bronz | Olha Szaladuha                                                                  | Atlétika      | Női hármasugrás          |
| Bronz | Tarasz Selesztyuk                                                               | Ökölvívás     | Férfi váltósúly          |
| Bronz | Olekszandr Hvozdik                                                              | Ökölvívás     | Férfi félnehézsúly       |
| Bronz | Olena Kosztevics                                                                | Sportlövészet | Női légpisztoly          |
| Bronz | Olena Kosztevics                                                                | Sportlövészet | Női sportpisztoly        |
| Bronz | Olha Harlan                                                                     | Vívás         | Női kard, egyéni         |
| Bronz | Ihor Ragyivilov                                                                 | Torna         | Férfi ugrás              |

## Asztalitenisz
Férfi
| Versenyző           | Versenyszám | Selejtező         | 64-es főtábla                                                     | 48-as főtábla                               | 32-es főtábla     | Nyolcaddöntő      | Negyeddöntő       | Elődöntő          | Döntő             | Helyezés |
| Versenyző           | Versenyszám | Ellenfél Eredmény | Ellenfél Eredmény                                                 | Ellenfél Eredmény                           | Ellenfél Eredmény | Ellenfél Eredmény | Ellenfél Eredmény | Ellenfél Eredmény | Ellenfél Eredmény | Helyezés |
| ------------------- | ----------- | ----------------- | ----------------------------------------------------------------- | ------------------------------------------- | ----------------- | ----------------- | ----------------- | ----------------- | ----------------- | -------- |
| Olekszandr Gyiduh   | Egyes       | erőnyerő          | Marcelo Aguirre (PAR) · 11–7, 7–11, 10–12, 11–4, 11–7, 7–11, 11–9 | Weixing Chen (AUT) · 7–11, 5–11, 6–11, 7–11 | kiesett           | kiesett           | kiesett           | kiesett           | kiesett           | 33.      |
| Jaroszlav Zsmudenko | Egyes       | erőnyerő          | Omar Assar (EGY) · 11–8, 6–11, 11–13, 9–11, 12–14                 | kiesett                                     | kiesett           | kiesett           | kiesett           | kiesett           | kiesett           | 49.      |

Női
| Versenyző          | Versenyszám | Selejtező         | 64-es főtábla                                     | 48-as főtábla                                                   | 32-es főtábla                          | Nyolcaddöntő      | Negyeddöntő       | Elődöntő          | Döntő             | Helyezés |
| Versenyző          | Versenyszám | Ellenfél Eredmény | Ellenfél Eredmény                                 | Ellenfél Eredmény                                               | Ellenfél Eredmény                      | Ellenfél Eredmény | Ellenfél Eredmény | Ellenfél Eredmény | Ellenfél Eredmény | Helyezés |
| ------------------ | ----------- | ----------------- | ------------------------------------------------- | --------------------------------------------------------------- | -------------------------------------- | ----------------- | ----------------- | ----------------- | ----------------- | -------- |
| Marharita Peszocka | Egyes       | erőnyerő          | erőnyerő                                          | Sara Ramírez (ESP) · 11–7, 11–9, 8–11, 13–11, 11–6              | Jiao Li (NED) · 3–11, 9–11, 4–11, 4–11 | kiesett           | kiesett           | kiesett           | kiesett           | 17.      |
| Tetyana Bilenko    | Egyes       | erőnyerő          | Paula Medina (COL) · 11–4, 11–2, 11–8, 8–11, 11–7 | Daniela Dodean (ROU) · 11–7, 11–8, 5–11, 11–5, 7–11, 9–11, 2–11 | kiesett                                | kiesett           | kiesett           | kiesett           | kiesett           | 33.      |

## Atlétika
Férfi
| Versenyző               | Versenyszám     | Előfutam | Előfutam | Előfutam | Elődöntő | Elődöntő | Elődöntő | Döntő    | Döntő    |
| Versenyző               | Versenyszám     | Idő      | Hely.    | Össz.    | Idő      | Hely.    | Össz.    | Idő      | Helyezés |
| ----------------------- | --------------- | -------- | -------- | -------- | -------- | -------- | -------- | -------- | -------- |
| Szerhij Szmelik         | 200 m           | 20,65    | 4.       | 22.      | kiesett  | kiesett  | kiesett  | kiesett  | kiesett  |
| Vitalij Butrim          | 400 m           | 47,62    | 5.       | 42.      | kiesett  | kiesett  | kiesett  | kiesett  | kiesett  |
| Szerhij Lebigy          | 5000 m          | 13:53,15 | 18.      | 36.      |          |          |          | kiesett  | kiesett  |
| Mikola Labovszkij       | 10 000 m        |          |          |          |          |          |          | 29:32,12 | 26.      |
| Olekszandr Szitkovszkij | Maraton         |          |          |          |          |          |          | 2:12:56  | 12.      |
| Vitalij Safar           | Maraton         |          |          |          |          |          |          | 2:16:36  | 29.      |
| Ivan Babarika           | Maraton         |          |          |          |          |          |          | 2:21:52  | 59.      |
| Sztanyiszlav Melnikov   | 400 m gát       | 50,13    | 3.       | 28.      | 50,19    | 6.       | 19.      | kiesett  | kiesett  |
| Vadim Szlobodenyuk      | 3000 m akadály  | 8:23,35  | 8.       | 15.      |          |          |          | kiesett  | kiesett  |
| Nazar Kovalenko         | 20 km gyaloglás |          |          |          |          |          |          | 1:22:54  | 27.      |
| Ruszlan Dmitrenko       | 20 km gyaloglás |          |          |          |          |          |          | 1:23:21  | 30.      |
| Ivan Loszev             | 20 km gyaloglás |          |          |          |          |          |          | 1:26:50  | 47.      |
| Ihor Hlavan             | 50 km gyaloglás |          |          |          |          |          |          | 3:48:07  | 19.      |
| Szerhij Budza           | 50 km gyaloglás |          |          |          |          |          |          | 3:56:35  | 35.      |
| Olekszij Kazanyin       | 50 km gyaloglás |          |          |          |          |          |          | kizárták | kizárták |

| Versenyző            | Versenyszám   | Selejtező                | Selejtező                | Döntő    | Döntő    |
| Versenyző            | Versenyszám   | Eredmény                 | Helyezés                 | Eredmény | Helyezés |
| -------------------- | ------------- | ------------------------ | ------------------------ | -------- | -------- |
| Bohdan Bondarenko    | Magasugrás    | 226 cm                   | 8.***                    | 229 cm   | 7.       |
| Andrij Procenko      | Magasugrás    | 229 cm                   | 5.                       | 225 cm   | 9.***    |
| Dmitro Demjanyuk     | Magasugrás    | 221 cm                   | 16.***                   | kiesett  | kiesett  |
| Makszim Mazurik      | Rúdugrás      | 535 cm                   | 18.*                     | kiesett  | kiesett  |
| Denisz Jurcsenko     | Rúdugrás      | érvényes kísérlet nélkül | érvényes kísérlet nélkül | kiesett  | kiesett  |
| Viktor Kuznyecov     | Távolugrás    | 750 cm                   | 31.                      | kiesett  | kiesett  |
| Serif El-Serif       | Hármasugrás   | 16,60 m                  | 13.                      | kiesett  | kiesett  |
| Andrij Szemenov      | Súlylökés     | érvényes dobás nélkül    | érvényes dobás nélkül    | kiesett  | kiesett  |
| Mikita Neszterenko   | Diszkoszvetés | 59,17 m                  | 34.                      | kiesett  | kiesett  |
| Olekszij Szokirszkij | Kalapácsvetés | 77,65 m                  | 4.                       | 78,25 m  | 4.       |
| Olekszandr Drihol    | Kalapácsvetés | 69,57 m                  | 34.                      | kiesett  | kiesett  |
| Artem Rubanko        | Kalapácsvetés | érvényes dobás nélkül    | érvényes dobás nélkül    | kiesett  | kiesett  |
| Olekszandr Pjatnicja | Gerelyhajítás | 82,72 m                  | 4.                       | 84,51 m  |          |
| Roman Avramenko      | Gerelyhajítás | 80,06 m                  | 14.                      | kiesett  | kiesett  |

| Versenyző          | Versenyszám | 100 m | 100 m | Távolugrás | Távolugrás | Súlylökés | Súlylökés | Magasugrás | Magasugrás | 400 m | 400 m | 110 m gát | 110 m gát | Diszkoszvetés | Diszkoszvetés | Rúdugrás | Rúdugrás | Gerelyhajítás | Gerelyhajítás | 1500 m  | 1500 m | Végeredmény | Végeredmény |
| Versenyző          | Versenyszám | Idő   | Pont  | Eredmény   | Pont       | Eredmény  | Pont      | Eredmény   | Pont       | Idő   | Pont  | Idő       | Pont      | Eredmény      | Pont          | Eredmény | Pont     | Eredmény      | Pont          | Idő     | Pont   | Pont        | Helyezés    |
| ------------------ | ----------- | ----- | ----- | ---------- | ---------- | --------- | --------- | ---------- | ---------- | ----- | ----- | --------- | --------- | ------------- | ------------- | -------- | -------- | ------------- | ------------- | ------- | ------ | ----------- | ----------- |
| Olekszij Kaszjanov | Tízpróba    | 10,56 | 961   | 755 cm     | 947        | 14,45 m   | 756       | 199 cm     | 794        | 48,44 | 888   | 14,09     | 963       | 46,72 m       | 802           | 460 cm   | 790      | 54,87 m       | 661           | 4:33,68 | 721    | 8283        | 7.          |

Női
| Versenyző                                                        | Versenyszám     | Selejtező | Selejtező | Selejtező | Előfutam      | Előfutam      | Előfutam      | Elődöntő | Elődöntő | Elődöntő | Döntő         | Döntő         |
| Versenyző                                                        | Versenyszám     | Idő       | Hely.     | Össz.     | Idő           | Hely.         | Össz.         | Idő      | Hely.    | Össz.    | Idő           | Helyezés      |
| ---------------------------------------------------------------- | --------------- | --------- | --------- | --------- | ------------- | ------------- | ------------- | -------- | -------- | -------- | ------------- | ------------- |
| Oleszja Povh                                                     | 100 m           |           |           |           | 11,18         | 3.            | 19.           | 11,30    | 6.       | 17.*     | kiesett       | kiesett       |
| Natalija Pohrebnyak                                              | 100 m           |           |           |           | 11,46         | 5.            | 39.           | kiesett  | kiesett  | kiesett  | kiesett       | kiesett       |
| Marija Rjemjeny                                                  | 200 m           |           |           |           | 22,58         | 1.            | 3.            | 22,62    | 4.       | 9.*      | kiesett       | kiesett       |
| Hrisztina Sztuj                                                  | 200 m           |           |           |           | 22,66         | 3.            | 7.            | 22,76    | 4.       | 14.      | kiesett       | kiesett       |
| Jelizaveta Brizhina                                              | 200 m           |           |           |           | 22,82         | 3.            | 14.           | 22,64    | 5.       | 11.      | kiesett       | kiesett       |
| Natalija Pihida                                                  | 400 m           |           |           |           | 51,09         | 2.            | 9.            | 51,41    | 5.       | 13.*     | kiesett       | kiesett       |
| Alina Lohvinenko                                                 | 400 m           |           |           |           | 52,08         | 2.            | 17.           | 51,38    | 6.       | 12.      | kiesett       | kiesett       |
| Natalija Lupu                                                    | 800 m           |           |           |           | 2:08,35       | 1.            | 25.           | 2:01,63  | 5.       | 17.*     | kiesett       | kiesett       |
| Julija Krevszun                                                  | 800 m           |           |           |           | nem ért célba | nem ért célba | nem ért célba | kiesett  | kiesett  | kiesett  | kiesett       | kiesett       |
| Anzselika Sevcsenko                                              | 1500 m          |           |           |           | 4:12,97       | 13.           | 24.           | kiesett  | kiesett  | kiesett  | kiesett       | kiesett       |
| Hanna Miscsenko                                                  | 1500 m          |           |           |           | 4:13,63       | 13.           | 28.           | kiesett  | kiesett  | kiesett  | kiesett       | kiesett       |
| Ljudmila Kovalenko                                               | 5000 m          |           |           |           | 15:18,60      | 11.           | 24.           |          |          |          | kiesett       | kiesett       |
| Olha Szkripak                                                    | 10 000 m        |           |           |           |               |               |               |          |          |          | 32:14,59      | 20.           |
| Tetyana Hamera-Smirko                                            | Maraton         |           |           |           |               |               |               |          |          |          | 2:24:32       | 5.            |
| Olena Burkovszka                                                 | Maraton         |           |           |           |               |               |               |          |          |          | 2:33:26       | 48.           |
| Tetyana Filonyuk                                                 | Maraton         |           |           |           |               |               |               |          |          |          | nem ért célba | nem ért célba |
| Hanna Jaroscsuk                                                  | 400 m gát       |           |           |           | 54,81         | 3.            | 9.            | 55,51    | 4.       | 12.      | kiesett       | kiesett       |
| Hanna Tyityimec                                                  | 400 m gát       |           |           |           | 55,08         | 2.            | 11.           | 55,10    | 4.       | 9.       | kiesett       | kiesett       |
| Valentina Horpinics-Zsugyina                                     | 3000 m akadály  |           |           |           | 9:37,90       | 7.            | 22.*          |          |          |          | kiesett       | kiesett       |
| Szvitlana Smidt                                                  | 3000 m akadály  |           |           |           | 10:01,09      | 12.           | 39.           | kiesett  | kiesett  | kiesett  | kiesett       | kiesett       |
| Oleszja Povh Hrisztina Sztuj Marija Rjemjeny Jelizaveta Brizhina | 4 × 100 m váltó |           |           |           | 42,36         | 1.            | 3.            |          |          |          | 42,04         |               |
| Alina Lohvinenko Olha Zemljak Hanna Jaroscsuk Natalija Pihida    | 4 × 400 m váltó |           |           |           | 3:25,90       | 2.            | 5.            |          |          |          | 3:23,57       |               |
| Nagyija Borovszka                                                | 20 km gyaloglás |           |           |           |               |               |               |          |          |          | 1:30:03       | 16.           |
| Olha Jakovenko                                                   | 20 km gyaloglás |           |           |           |               |               |               |          |          |          | 1:32:07       | 27.           |
| Olena Sumkina                                                    | 20 km gyaloglás |           |           |           |               |               |               |          |          |          | 1:36:42       | 50.           |

| Versenyző                 | Versenyszám   | Selejtező | Selejtező | Döntő    | Döntő    |
| Versenyző                 | Versenyszám   | Eredmény  | Helyezés  | Eredmény | Helyezés |
| ------------------------- | ------------- | --------- | --------- | -------- | -------- |
| Olena Holosa              | Magasugrás    | 190 cm    | 15.*      | kiesett  | kiesett  |
| Viktorija Sztyopina       | Magasugrás    | 180 cm    | 34.       | kiesett  | kiesett  |
| Natalija Kuscs            | Rúdugrás      | 425 cm    | 26.***    | kiesett  | kiesett  |
| Hanna Seleh               | Rúdugrás      | 410 cm    | 33.*      | kiesett  | kiesett  |
| Viktorija Ribalko         | Távolugrás    | 629 cm    | 20.       | kiesett  | kiesett  |
| Marharita Tverdohlib      | Távolugrás    | 619 cm    | 26.       | kiesett  | kiesett  |
| Olha Szaladuha            | Hármasugrás   | 14,35 m   | 5.        | 14,79 m  |          |
| Hanna Knyazeva            | Hármasugrás   | 14,33 m   | 6.        | 14,56 m  | 4.       |
| Hanna Demidova            | Hármasugrás   | 13,97 m   | 15.       | kiesett  | kiesett  |
| Natalija Fokina-Szemenova | Diszkoszvetés | 60,61 m   | 18.       | kiesett  | kiesett  |
| Katerina Karszak          | Diszkoszvetés | 58,64 m   | 28.       | kiesett  | kiesett  |
| Hanna Szkidan             | Kalapácsvetés | 68,50 m   | 19.       | kiesett  | kiesett  |
| Irina Novozsilova         | Kalapácsvetés | 65,35 m   | 33.       | kiesett  | kiesett  |
| Vira Rebrik               | Gerelyhajítás | 58,97 m   | 19.       | kiesett  | kiesett  |
| Hanna Hacko               | Gerelyhajítás | 58,37 m   | 22.       | kiesett  | kiesett  |
| Marharita Dorozson        | Gerelyhajítás | 56,74 m   | 28.       | kiesett  | kiesett  |

| Versenyző           | Versenyszám | 100 m gát | 100 m gát | Magasugrás | Magasugrás | Súlylökés | Súlylökés | 200 m | 200 m | Távolugrás | Távolugrás | Gerelyhajítás | Gerelyhajítás | 800 m      | 800 m      | Végeredmény   | Végeredmény   |
| Versenyző           | Versenyszám | Idő       | Pont      | Eredmény   | Pont       | Eredmény  | Pont      | Idő   | Pont  | Eredmény   | Pont       | Eredmény      | Pont          | Idő        | Pont       | Pont          | Helyezés      |
| ------------------- | ----------- | --------- | --------- | ---------- | ---------- | --------- | --------- | ----- | ----- | ---------- | ---------- | ------------- | ------------- | ---------- | ---------- | ------------- | ------------- |
| Ljudmila Joszipenko | Hétpróba    | 13,25     | 1087      | 183 cm     | 1016       | 13,90 m   | 787       | 23,68 | 1012  | 631 cm     | 946        | 49,63 m       | 853           | 2:13,28    | 912        | 6618          | 4.            |
| Hanna Melnicsenko   | Hétpróba    | 13,32     | 1077      | 180 cm     | 978        | 12,96 m   | 725       | 24,09 | 972   | 640 cm     | 975        | 43,86 m       | 742           | 2:12,90    | 923        | 6392          | 10.           |
| Natalija Dobrinszka | Hétpróba    | 13,57     | 1040      | 183 cm     | 1016       | 15,05 m   | 864       | 24,69 | 915   | 370 cm     | 242        | nem indult    | nem indult    | nem indult | nem indult | nem ért célba | nem ért célba |

* - egy másik versenyzővel azonos eredményt ért el

*** - három másik versenyzővel azonos eredményt ért el

## Birkózás

### Férfi
Kötöttfogású
| Versenyző      | Versenyszám | Selejtező                          | Nyolcaddöntő                    | Negyeddöntő                               | Elődöntő          | Vigaszág első kör | Vigaszág elődöntő | Bronz- mérkőzés   | Döntő             | Helyezés |
| Versenyző      | Versenyszám | Ellenfél Eredmény                  | Ellenfél Eredmény               | Ellenfél Eredmény                         | Ellenfél Eredmény | Ellenfél Eredmény | Ellenfél Eredmény | Ellenfél Eredmény | Ellenfél Eredmény | Helyezés |
| -------------- | ----------- | ---------------------------------- | ------------------------------- | ----------------------------------------- | ----------------- | ----------------- | ----------------- | ----------------- | ----------------- | -------- |
| Vjugar Rahimov | 55 kg       | Li Shujin (CHN) · 0–4, 2–0, 0–2    | kiesett                         | kiesett                                   | kiesett           |                   |                   |                   |                   | 13.      |
| Lenur Temirov  | 60 kg       | Almat Kebiszpajev (KAZ) · 0–7, 0–1 | kiesett                         | kiesett                                   | kiesett           |                   |                   |                   |                   | 18.      |
| Vaszil Racsiba | 84 kg       | erőnyerő                           | Haykel Achouri (TUN) · 2–0, 1–0 | Vladimer Gegeshidze (GEO) · 1–2, 3–0, 0–1 | kiesett           |                   |                   |                   |                   | 8.       |
| Jevhen Orlov   | 120 kg      | erőnyerő                           | Rıza Kayaalp (TUR) · 0–3, 0–1   | kiesett                                   | kiesett           |                   |                   |                   |                   | 18.      |

Szabadfogású
| Versenyző                 | Versenyszám | Selejtező                             | Nyolcaddöntő                        | Negyeddöntő                          | Elődöntő                           | Vigaszág első kör | Vigaszág elődöntő | Bronz- mérkőzés   | Döntő                        | Helyezés |
| Versenyző                 | Versenyszám | Ellenfél Eredmény                     | Ellenfél Eredmény                   | Ellenfél Eredmény                    | Ellenfél Eredmény                  | Ellenfél Eredmény | Ellenfél Eredmény | Ellenfél Eredmény | Ellenfél Eredmény            | Helyezés |
| ------------------------- | ----------- | ------------------------------------- | ----------------------------------- | ------------------------------------ | ---------------------------------- | ----------------- | ----------------- | ----------------- | ---------------------------- | -------- |
| Vaszil Fedorisin          | 60 kg       | erőnyerő                              | Malikhaz Zarkua (GEO) · 0–2, 0–3    | kiesett                              | kiesett                            |                   |                   |                   |                              | 17.      |
| Andrij Kvjatkovszkij      | 66 kg       | erőnyerő                              | Akzsurek Tanatarov (KAZ) · 1–1, 0–1 | kiesett                              | kiesett                            |                   |                   |                   |                              | 13.      |
| Ibrahim Aldatov           | 84 kg       | Zaurbek Soxiyev (UZB) · 1–5, 3–2, 2–0 | Anzor Urisev (RUS) · 0–3, 4–3, 1–4  | kiesett                              | kiesett                            |                   |                   |                   |                              | 9.       |
| Valerij Andrijcev         | 96 kg       | erőnyerő                              | Rusztam Iszkandari (TJK) · 2–1, 4–0 | Xetaq Qazyumov (AZE) · 0–1, 1–0, 4–1 | Reza Yazdani (IRI) · 5–0 (sérülés) |                   |                   |                   | Jake Varner (USA) · 0–1, 0–1 |          |
| Olekszandr Hocjanyivszkij | 120 kg      | Taha Akgül (TUR) · 0–1, 0–2           | kiesett                             | kiesett                              | kiesett                            |                   |                   |                   |                              | 14.      |

### Női
Szabadfogású
| Versenyző             | Versenyszám | Selejtező                                    | Nyolcaddöntő                        | Negyeddöntő                            | Elődöntő                        | Vigaszág első kör | Vigaszág elődöntő                 | Bronz- mérkőzés                          | Döntő             | Helyezés |
| Versenyző             | Versenyszám | Ellenfél Eredmény                            | Ellenfél Eredmény                   | Ellenfél Eredmény                      | Ellenfél Eredmény               | Ellenfél Eredmény | Ellenfél Eredmény                 | Ellenfél Eredmény                        | Ellenfél Eredmény | Helyezés |
| --------------------- | ----------- | -------------------------------------------- | ----------------------------------- | -------------------------------------- | ------------------------------- | ----------------- | --------------------------------- | ---------------------------------------- | ----------------- | -------- |
| Irina Merlenyi        | 48 kg       | erőnyerő                                     | Kim Hjongdzsu (KOR) · 1–1, 4–0      | Mayelis Caripá (VEN) · 4–0 (kétvállas) | Mariya Stadnik (AZE) · 0–1, 0–3 |                   |                                   | Clarissa Chun (USA) · 0–1, 0–3           |                   | 5.       |
| Tetyana Lazareva      | 55 kg       | erőnyerő                                     | Rabab Sayed (EGY) · 4–0 (kétvállas) | Tonya Verbeek (CAN) · 0–1, 0–1         |                                 |                   | Gíta Fogat (IND) · 8–0, 1–0       | Jackeline Rentería (COL) · 1–0, 0–3, 0–2 |                   | 5.       |
| Julija Osztapcsuk     | 63 kg       | Jelena Saligina (KAZ) · 0–2, 3–2 (kétvállas) | Sastin Marianna (HUN) · 4–0, 1–0    | Ljubov Voloszova (RUS) · 0–1, 1–2      | kiesett                         |                   |                                   |                                          |                   | 7.       |
| Katerina Burmisztrova | 72 kg       | erőnyerő                                     | Natalja Vorobjova (RUS) · 0–1, 0–2  |                                        |                                 |                   | Gjuzel Manyurova (KAZ) · 0–1, 1–2 | kiesett                                  |                   | 13.      |

## Cselgáncs
Férfi
| Versenyző               | Versenyszám  | Selejtező                             | 32-es főtábla                      | Nyolcaddöntő                                     | Negyeddöntő       | Elődöntő          | Vigaszág elődöntő | Bronz- mérkőzés   | Döntő             | Helyezés |
| Versenyző               | Versenyszám  | Ellenfél Eredmény                     | Ellenfél Eredmény                  | Ellenfél Eredmény                                | Ellenfél Eredmény | Ellenfél Eredmény | Ellenfél Eredmény | Ellenfél Eredmény | Ellenfél Eredmény | Helyezés |
| ----------------------- | ------------ | ------------------------------------- | ---------------------------------- | ------------------------------------------------ | ----------------- | ----------------- | ----------------- | ----------------- | ----------------- | -------- |
| Heorhij Zantaraja       | Légsúly      | erőnyerő                              | Elio Verde (ITA) · 000(2)–001(0)   | kiesett                                          | kiesett           | kiesett           |                   |                   |                   | 17.      |
| Szerhij Drebot          | Harmatsúly   | erőnyerő                              | Cso Dzsunho (KOR) · 000(2)–001(1)  | kiesett                                          | kiesett           | kiesett           |                   |                   |                   | 17.      |
| Volodimir Szoroka       | Könnyűsúly   | erőnyerő                              | João Pina (POR) · 010(2)–001(1)    | Szajndzsargalin Njam-Ocsir (MGL) · 000(2)–001(1) | kiesett           | kiesett           |                   |                   |                   | 9.       |
| Artem Vaszilenko        | Váltósúly    | Iszlam Bozbajev (KAZ) · 000(1)–100(0) | kiesett                            | kiesett                                          | kiesett           | kiesett           |                   |                   |                   | 33.      |
| Roman Hontyuk           | Középsúly    |                                       | Tiago Camilo (BRA) · 000(1)–100(1) | kiesett                                          | kiesett           | kiesett           |                   |                   |                   | 17.      |
| Artem Blosenko          | Félnehézsúly |                                       | Daniel Kelly (AUS) · 010(0)–000(3) | Hvang Hithe (KOR) · 000(0)–100(1)                | kiesett           | kiesett           |                   |                   |                   | 9.       |
| Sztanyiszlav Bondarenko | Nehézsúly    |                                       | Matjaž Ceraj (SLO) · 000(2)–002(1) | kiesett                                          | kiesett           | kiesett           |                   |                   |                   | 17.      |

Női
| Versenyző         | Versenyszám  | Selejtező                            | Nyolcaddöntő                          | Negyeddöntő                    | Elődöntő          | Vigaszág elődöntő                       | Bronz- mérkőzés                   | Döntő             | Helyezés |
| Versenyző         | Versenyszám  | Ellenfél Eredmény                    | Ellenfél Eredmény                     | Ellenfél Eredmény              | Ellenfél Eredmény | Ellenfél Eredmény                       | Ellenfél Eredmény                 | Ellenfél Eredmény | Helyezés |
| ----------------- | ------------ | ------------------------------------ | ------------------------------------- | ------------------------------ | ----------------- | --------------------------------------- | --------------------------------- | ----------------- | -------- |
| Natalija Szmal    | Középsúly    | Cecilia Blanco (ESP) · 000(2)–011(0) | kiesett                               | kiesett                        | kiesett           |                                         |                                   |                   | 17.      |
| Marina Priscsepa  | Félnehézsúly | erőnyerő                             | Audrey Tcheuméo (FRA) · 000(0)–100(0) | kiesett                        | kiesett           |                                         |                                   |                   | 9.       |
| Irina Kindzerszka | Nehézsúly    | erőnyerő                             | Gülşah Kocatürk (TUR) · 103(0)–000(2) | Tong Wen (CHN) · 000(0)–100(0) |                   | Jelena Ivascsenko (RUS) · 001(0)–000(2) | Karina Bryant (GBR) · 011(0)–0200 |                   | 5.       |

## Evezés
Férfi
| Versenyző | Versenyszám   | Előfutam | Előfutam | Vigaszág | Vigaszág | Elődöntő | Elődöntő | Elődöntő | Döntő | Döntő   | Döntő | Helyezés |
| Versenyző | Versenyszám   | Idő      | Hely.    | Idő      | Hely.    | Típus    | Idő      | Hely.    | Típus | Idő     | Hely. | Helyezés |
| --- | ------------- | -------- | -------- | -------- | -------- | -------- | -------- | -------- | ----- | ------- | ----- | -------- |
| Dmitro Mihaj Artem Morozov | Kétpárevezős  | 6:49,70  | 4.       | 6:30,19  | 2.       | A/B      | 6:36,52  | 6.       | B     | 6:31,51 | 5.    | 11.      |
| Volodimir Pavlovszkij Kosztyantin Zajcev Szerhij Hriny Ivan Dovhogyko                                                                                      | Négypárevezős | 5:43,46  | 3.       |          |          | A/B      | 6:16,23  | 5.       | B     | 6:01,23 | 3.    | 9.       |
| Anton Holjaznyikov Viktor Hrebennikov Ivan Timko Artem Moroz Andrij Priveda Valentin Kleckoj Oleh Likov Szerhij Csikanov Olekszandr Konovaljuk (kormányos) | Nyolcas       | 5:38,02  | 4.       | 5:42,19  | 6.       |          |          |          | B     | 6:07,33 | 2.    | 8.       |

Női
| Versenyző                                                                       | Versenyszám   | Előfutam | Előfutam | Vigaszág | Vigaszág | Elődöntő | Elődöntő | Elődöntő | Döntő | Döntő   | Döntő | Helyezés |
| Versenyző                                                                       | Versenyszám   | Idő      | Hely.    | Idő      | Hely.    | Típus    | Idő      | Hely.    | Típus | Idő     | Hely. | Helyezés |
| ------------------------------------------------------------------------------- | ------------- | -------- | -------- | -------- | -------- | -------- | -------- | -------- | ----- | ------- | ----- | -------- |
| Hanna Kravcsenko Olena Burjak                                                   | Kétpárevezős  | 7:09,40  | 5.       | 7:23,02  | 6.       |          |          |          | B     | 7:36,65 | 4.    | 10.      |
| Katerina Taraszenko Natalija Dovhogyko Anasztaszija Kozsenkova Jana Dementyjeva | Négypárevezős | 6:14,82  | 1.       |          |          |          |          |          | A     | 6:35,93 | 1.    |          |

## Íjászat
Férfi
| Versenyző                                   | Versenyszám | Selejtező | Selejtező | 64-es főtábla                       | 32-es főtábla                       | Nyolcaddöntő                                                                 | Negyeddöntő                                                             | Elődöntő          | Döntő             | Helyezés |
| Versenyző                                   | Versenyszám | Pont      | Kiemelt   | Ellenfél Eredmény                   | Ellenfél Eredmény                   | Ellenfél Eredmény                                                            | Ellenfél Eredmény                                                       | Ellenfél Eredmény | Ellenfél Eredmény | Helyezés |
| ------------------------------------------- | ----------- | --------- | --------- | ----------------------------------- | ----------------------------------- | ---------------------------------------------------------------------------- | ----------------------------------------------------------------------- | ----------------- | ----------------- | -------- |
| Viktor Ruban                                | Egyéni      | 660       | 43.       | Liu Zhaowu (CHN) (22.) · 6–0        | Chen Yu-Cheng (TPE) (54.) · 6–0     | Gaël Prevost (FRA) (6.) · 6–4                                                | O Dzsinhjok (KOR) (8.) · 1–7                                            | kiesett           | kiesett           | 7.       |
| Markijan Ivasko                             | Egyéni      | 667       | 24.       | Elías Cuesta (ESP) (41.) · 6–4      | Nay Myo Aung (MYA) (56.) · 7–1      | Kuo Cheng-Wei (TPE) (35.) · 0–6                                              | kiesett                                                                 | kiesett           | kiesett           | 9.       |
| Dmitro Hracsov                              | Egyéni      | 665       | 28.       | Michele Frangilli (ITA) (37.) · 7–2 | Furukava Takaharu (JPN) (68.) · 4–6 | kiesett                                                                      | kiesett                                                                 | kiesett           | kiesett           | 17.      |
| Markijan Ivasko Dmitro Hracsov Viktor Ruban | Csapat      | 1992      | 9.        |                                     |                                     | Nagy-Britannia (GBR) · Larry Godfrey · Simon Terry · Al Wills (8.) · 223–212 | Dél-Korea (KOR) · O Dzsinhjok · Im Donghjon · Kim Bopmin (1.) · 220–227 | kiesett           | kiesett           | 5.       |

Női
| Versenyző                                              | Versenyszám | Selejtező | Selejtező | 64-es főtábla                          | 32-es főtábla     | Nyolcaddöntő                                                            | Negyeddöntő       | Elődöntő          | Döntő             | Helyezés |
| Versenyző                                              | Versenyszám | Pont      | Kiemelt   | Ellenfél Eredmény                      | Ellenfél Eredmény | Ellenfél Eredmény                                                       | Ellenfél Eredmény | Ellenfél Eredmény | Ellenfél Eredmény | Helyezés |
| ------------------------------------------------------ | ----------- | --------- | --------- | -------------------------------------- | ----------------- | ----------------------------------------------------------------------- | ----------------- | ----------------- | ----------------- | -------- |
| Ligyija Szicsenyikova                                  | Egyéni      | 645       | 32.       | Kacjarina Cimafejeva (BLR) (33.) · 5–6 | kiesett           | kiesett                                                                 | kiesett           | kiesett           | kiesett           | 33.      |
| Katerina Paleha                                        | Egyéni      | 624       | 51.       | Miranda Leek (USA) (14.) · 2–6         | kiesett           | kiesett                                                                 | kiesett           | kiesett           | kiesett           | 33.      |
| Tetyana Dorohova                                       | Egyéni      | 599       | 59.       | Kanie Miki (JPN) (6.) · 1–7            | kiesett           | kiesett                                                                 | kiesett           | kiesett           | kiesett           | 33.      |
| Tetyana Dorohova Katerina Paleha Ligyija Szicsenyikova | Csapat      | 1868      | 12.       |                                        |                   | Japán (JPN) · Kavanaka Kaori · Kanie Miki · Hajakava Ren (5.) · 192–207 | kiesett           | kiesett           | kiesett           | 9.       |

## Kajak-kenu

### Síkvízi
Férfi
| Versenyző    | Versenyszám      | Előfutam | Előfutam | Előfutam | Elődöntő | Elődöntő | Elődöntő | Döntő | Döntő  | Döntő    | Helyezés |
| Versenyző    | Versenyszám      | Idő      | Hely.    | Össz.    | Idő      | Hely.    | Össz.    | Típus | Idő    | Helyezés | Helyezés |
| ------------ | ---------------- | -------- | -------- | -------- | -------- | -------- | -------- | ----- | ------ | -------- | -------- |
| Jurij Cseban | Kenu egyes 200 m | 41,036   | 1.       | 2.       | 40,647   | 1.       | 3.       | A     | 42,291 | 1.       |          |

Női
| Versenyző                | Versenyszám       | Előfutam | Előfutam | Előfutam | Elődöntő | Elődöntő | Elődöntő | Döntő | Döntő    | Döntő    | Helyezés |
| Versenyző                | Versenyszám       | Idő      | Hely.    | Össz.    | Idő      | Hely.    | Össz.    | Típus | Idő      | Helyezés | Helyezés |
| ------------------------ | ----------------- | -------- | -------- | -------- | -------- | -------- | -------- | ----- | -------- | -------- | -------- |
| Inna Oszipenko-Radomszka | Kajak egyes 200 m | 42,119   | 1.       | 5.       | 41,360   | 3.       | 5.       | A     | 45,053   | 2.       |          |
| Inna Oszipenko-Radomszka | Kajak egyes 500 m | 1:52,268 | 4.       | 4.       | 1:51,515 | 2.       | 3.       | A     | 1:52,685 | 2.       |          |

## Kerékpározás

### Hegyi-kerékpározás
| Versenyző        | Versenyszám        | Idő             | Helyezés |
| ---------------- | ------------------ | --------------- | -------- |
| Szerhij Riszenko | Férfi terepverseny | 1:37:32 (+8:25) | 31.      |
| Jana Belomoina   | Női terepverseny   | 1:35:46 (+4:54) | 13.      |

### Országúti kerékpározás
Férfi
| Versenyző      | Versenyszám   | Idő             | Helyezés |
| -------------- | ------------- | --------------- | -------- |
| Andrij Hrivko  | Mezőnyverseny | 5:46:05 (+0:08) | 17.      |
| Dmytro Krivcov | Mezőnyverseny | 5:46:37 (+0:40) | 66.      |

Női
| Versenyző     | Versenyszám   | Idő             | Helyezés        |
| ------------- | ------------- | --------------- | --------------- |
| Aljona Andruk | Mezőnyverseny | limitidőn kívül | limitidőn kívül |

### Pálya-kerékpározás
Sprintversenyek
| Versenyző                 | Versenyszám | Selejtező | Selejtező | 1. forduló                    | Vigaszág               | Vigaszág | 2. forduló                    | Vigaszág                                       | Vigaszág | 9–12. helyért          | 9–12. helyért | Negyeddöntő                                                    | 5–8. helyért                                                                     | 5–8. helyért | Elődöntő             | Döntő                                                                      | Helyezés |
| Versenyző                 | Versenyszám | Idő       | Hely.     | Ellenfél Győztes idő          | Ellenfelek Győztes idő | Hely.    | Ellenfél Győztes idő          | Ellenfelek Győztes idő                         | Hely.    | Ellenfelek Győztes idő | Hely.         | Ellenfél Győztes idő                                           | Ellenfelek Győztes idő                                                           | Hely.        | Ellenfél Győztes idő | Ellenfél Győztes idő                                                       | Helyezés |
| ------------------------- | ----------- | --------- | --------- | ----------------------------- | ---------------------- | -------- | ----------------------------- | ---------------------------------------------- | -------- | ---------------------- | ------------- | -------------------------------------------------------------- | -------------------------------------------------------------------------------- | ------------ | -------------------- | -------------------------------------------------------------------------- | -------- |
| Ljubov Sulika             | Női egyéni  | 11,319    | 10.       | Natasha Hansen (NZL) · 11,808 |                        |          | Kristina Vogel (GER) · 11,547 | Willy Kanis (NED) · Lee Wai Sze (HKG) · 11,461 | 1.       |                        |               | Anna Meares (AUS) · 11,465                                     | Simona Krupeckaitė (LTU) · Lisandra Guerra (CUB) · Volha Panarina (BLR) · 11,812 | 3.           |                      |                                                                            | 7.       |
| Ljubov Sulika Olena Cjosz | Női csapat  | 33,708    | 7.        |                               |                        |          |                               |                                                |          |                        |               | Nagy-Britannia (GBR) · Vicki Pendleton · Jess Varnish · 33,620 |                                                                                  |              |                      | Bronzmérkőzés · Ausztrália (AUS) · Kaarle Mcculloch · Anna Meares · 33,491 | 4.       |

Üldözőversenyek
| Versenyző                                                  | Versenyszám | Selejtező | Selejtező | Elődöntő     | Elődöntő  | Elődöntő | Döntő        | Döntő     | Döntő    |
| Versenyző                                                  | Versenyszám | Idő       | Hely.     | Ellenfél Idő | Saját idő | Hely.    | Ellenfél Idő | Saját idő | Helyezés |
| ---------------------------------------------------------- | ----------- | --------- | --------- | ------------ | --------- | -------- | ------------ | --------- | -------- |
| Jelizaveta Bocskarjova Szvitlana Haljuk Leszja Kalitovszka | Női csapat  | 3:25,160  | 9.        | kiesett      | kiesett   | kiesett  | kiesett      | kiesett   | kiesett  |

Keirin
| Versenyző     | Versenyszám | 1. forduló | Vigaszág | 2. forduló | Döntő    | Helyezés |
| Versenyző     | Versenyszám | Helyezés   | Helyezés | Helyezés   | Helyezés | Helyezés |
| ------------- | ----------- | ---------- | -------- | ---------- | -------- | -------- |
| Ljubov Sulika | Női         | 5.         | 4.       | kiesett    | kiesett  | 13.      |

## Lovaglás
Díjlovaglás
| Versenyző           | Ló     | Versenyszám | 1. kör | 1. kör | 2. kör  | 2. kör  | Döntő     | Döntő   | Végeredmény | Végeredmény |
| Versenyző           | Ló     | Versenyszám | 1. kör | 1. kör | 2. kör  | 2. kör  | Technikai | Művészi | Végeredmény | Végeredmény |
| Versenyző           | Ló     | Versenyszám | Pont   | Hely.  | Pont    | Hely.   | Pont      | Pont    | Pont        | Helyezés    |
| ------------------- | ------ | ----------- | ------ | ------ | ------- | ------- | --------- | ------- | ----------- | ----------- |
| Svitlana Kiszeljova | Parish | Egyéni      | 66,763 | 46.    | kiesett | kiesett | kiesett   | kiesett | kiesett     | kiesett     |

Díjugratás
| Versenyző                                                         | Ló                 | Versenyszám | Selejtező | Selejtező | Selejtező | Selejtező | Selejtező | Selejtező | Selejtező | Selejtező | Döntő   | Döntő   | Döntő   | Végeredmény | Végeredmény |
| Versenyző                                                         | Ló                 | Versenyszám | 1. kör    | 1. kör    | 2. kör    | 2. kör    | 2. kör    | 3. kör    | 3. kör    | 3. kör    | 1. kör  | 1. kör  | 2. kör  | Végeredmény | Végeredmény |
| Versenyző                                                         | Ló                 | Versenyszám | Bünt.     | Hely.     | Bünt.     | Össz.     | Hely.     | Bünt.     | Össz.     | Hely.     | Bünt.   | Hely.   | Bünt.   | Bünt.       | Helyezés    |
| ----------------------------------------------------------------- | ------------------ | ----------- | --------- | --------- | --------- | --------- | --------- | --------- | --------- | --------- | ------- | ------- | ------- | ----------- | ----------- |
| Cassio Rivetti                                                    | Temple Road        | Egyéni      | 0         | 1.        | 5         | 5         | 27.       | 12        | 17        | 37.       | 5       | 20.     | 4       | 9           | 12.         |
| Björn Nagel                                                       | Niack de l'Abbaye  | Egyéni      | 4         | 42.       | 4         | 8         | 31.       | 13        | 21        | 41.       | kiesett | kiesett | kiesett | kiesett     | kiesett     |
| Katharina Offel                                                   | Vivant             | Egyéni      | 4         | 42.       | 12        | 16        | 58.       | kiesett   | kiesett   | kiesett   | kiesett | kiesett | kiesett | kiesett     | kiesett     |
| Olekszandr Onyiscsenko                                            | Comte d'Arsouilles | Egyéni      | 18        | 70.       | kiesett   | kiesett   | kiesett   | kiesett   | kiesett   | kiesett   | kiesett | kiesett | kiesett | kiesett     | kiesett     |
| Cassio Rivetti Olekszandr Onyiscsenko Björn Nagel Katharina Offel | lásd fentebb       | Csapat      | 8         | 12.       |           |           |           |           |           |           | 21      | 14.     | kiesett | kiesett     | kiesett     |

## Műugrás
Férfi
| Versenyző                                | Versenyszám          | Selejtező | Selejtező | Elődöntő | Elődöntő | Döntő   | Döntő    |
| Versenyző                                | Versenyszám          | Pont      | Helyezés  | Pont     | Helyezés | Pont    | Helyezés |
| ---------------------------------------- | -------------------- | --------- | --------- | -------- | -------- | ------- | -------- |
| Illja Kvasa                              | Egyéni műugrás       | 470,25    | 6.        | 478,60   | 7.       | 462,25  | 8.       |
| Olekszij Prihorov                        | Egyéni műugrás       | 439,80    | 17.       | 414,15   | 16.      | kiesett | kiesett  |
| Olekszandr Bondar                        | Egyéni toronyugrás   | 481,65    | 7.        | 496,30   | 11.      | 443,70  | 12.      |
| Anton Zaharov                            | Egyéni toronyugrás   | 451,35    | 12.       | 464,70   | 15.      | kiesett | kiesett  |
| Illja Kvasa Olekszij Prihorov            | Szinkron műugrás     |           |           |          |          | 434,22  | 4.       |
| Olekszandr Bondar Olekszandr Horskovozov | Szinkron toronyugrás |           |           |          |          | 433,32  | 8.       |

Női
| Versenyző                             | Versenyszám          | Selejtező | Selejtező | Elődöntő | Elődöntő | Döntő   | Döntő    |
| Versenyző                             | Versenyszám          | Pont      | Helyezés  | Pont     | Helyezés | Pont    | Helyezés |
| ------------------------------------- | -------------------- | --------- | --------- | -------- | -------- | ------- | -------- |
| Olena Fedorova                        | Egyéni műugrás       | 308,70    | 14.       | 314,70   | 12.      | 317,80  | 9.       |
| Hanna Piszmenszka                     | Egyéni műugrás       | 271,50    | 21.       | kiesett  | kiesett  | kiesett | kiesett  |
| Julija Prokopcsuk                     | Egyéni toronyugrás   | 324,85    | 11.       | 315,80   | 12.      | 344,55  | 12.      |
| Olena Fedorova Hanna Piszmenszka      | Szinkron műugrás     |           |           |          |          | 302,40  | 6.       |
| Viktorija Potyehina Julija Prokopcsuk | Szinkron toronyugrás |           |           |          |          | 299,64  | 8.       |

## Ökölvívás
Férfi
| Versenyző          | Versenyszám  | Selejtező                        | Nyolcaddöntő                  | Negyeddöntő                         | Elődöntő                               | Döntő                         | Helyezés |
| Versenyző          | Versenyszám  | Ellenfél Eredmény                | Ellenfél Eredmény             | Ellenfél Eredmény                   | Ellenfél Eredmény                      | Ellenfél Eredmény             | Helyezés |
| ------------------ | ------------ | -------------------------------- | ----------------------------- | ----------------------------------- | -------------------------------------- | ----------------------------- | -------- |
| Pavlo Iscsenko     | Harmatsúly   | Joseph Diaz (USA) · 9–19         | kiesett                       | kiesett                             | kiesett                                | kiesett                       | 17.      |
| Vaszil Lomacsenko  | Könnyűsúly   | erőnyerő                         | Wellington Arias (DOM) · 15–3 | Félix Verdejo (PUR) · 14–9          | Yasnier Toledo (CUB) · 14–11           | Han Szuncshol (KOR) · 19–9    |          |
| Denisz Berincsik   | Kisváltósúly | erőnyerő                         | Anthony Yigit (SWE) · 24–23   | Jeff Horn (AUS) · 21–13             | Urancsimegín Mönh-Erdene (MGL) · 29–21 | Roniel Iglesias (CUB) · 15–22 |          |
| Tarasz Selesztyuk  | Váltósúly    | erőnyerő                         | Vasile Belous (MDA) · 15–7    | Alexis Vastine (FRA) · 18+–18       | Fred Evans (GBR) · 10–11               | kiesett                       |          |
| Jevhen Hitrov      | Középsúly    | erőnyerő                         | Anthony Ogogo (GBR) · 18–18+  | kiesett                             | kiesett                                | kiesett                       | 9.       |
| Olekszandr Hvozdik | Félnehézsúly | Mihail Davhaljavec (BLR) · 18–10 | Osmar Bravo (NCA) · 18–6      | Abd el-Hafíd Bensabla (ALG) · 19–17 | Agyilbek Nyijazimbetov (KAZ) · 13–13+  | kiesett                       |          |
| Olekszandr Uszik   | Nehézsúly    |                                  | erőnyerő                      | Artur Beterbijev (RUS) · 17–13      | Tervel Pulev (BUL) · 21–5              | Clemente Russo (ITA) · 14–11  |          |

## Öttusa
| Versenyző             | Versenyszám | Vívás    | Vívás | Vívás | Úszás   | Úszás | Úszás | Lovaglás      | Lovaglás | Lovaglás | Lovaglás | Futás/Lövészet | Futás/Lövészet | Futás/Lövészet | Futás/Lövészet | Összesen    | Összesen |
| Versenyző             | Versenyszám | Eredmény | Pont  | Hely. | Idő     | Pont  | Hely. | Idő           | Hibapont | Pont     | Hely.    | Lövőhiba       | Idő            | Pont           | Hely.          | Összes pont | Helyezés |
| --------------------- | ----------- | -------- | ----- | ----- | ------- | ----- | ----- | ------------- | -------- | -------- | -------- | -------------- | -------------- | -------------- | -------------- | ----------- | -------- |
| Pavlo Timoscsenko     | Férfi       | 13–22    | 712   | 33.   | 2:08,15 | 1264  | 23.   | 69,63         | 60       | 1140     | 14.      | 6              | 10:48,37       | 2408           | 15.            | 5524        | 23.      |
| Dmitro Kirpuljanszkij | Férfi       | 17–18    | 808   | 13.** | 2:04,83 | 1304  | 16.   | nem ért célba | 860      | 340      | 35.      | 2              | 11:18,80       | 2288           | 28.            | 4740        | 35.      |
| Irina Hohlova         | Női         | 18–17    | 832   | 16.*  | 2:16,22 | 1168  | 9.    | 72,90         | 0        | 1200     | 1.       | 4              | 12:32,44       | 1992           | 22.            | 5192        | 10.      |
| Viktorija Terescsuk   | Női         | 14–21    | 736   | 28.*  | 2:16,07 | 1168  | 8.    | 88,64         | 132      | 1068     | 26.      | 17             | 12:24,64       | 2024           | 18.            | 4996        | 23.      |

* - két másik versenyzővel azonos eredményt ért el

** - hat másik versenyzővel azonos eredményt ért el

## Sportlövészet
Férfi
| Versenyző        | Versenyszám           | Selejtező | Selejtező | Döntő   | Döntő    |
| Versenyző        | Versenyszám           | Pont      | Helyezés  | Pont    | Helyezés |
| ---------------- | --------------------- | --------- | --------- | ------- | -------- |
| Oleh Omelcsuk    | Szabadpisztoly        | 548       | 29.       | kiesett | kiesett  |
| Oleh Omelcsuk    | Légpisztoly           | 583       | 6.        | 683,6   | 5.       |
| Denisz Kusnyirov | Légpisztoly           | 577       | 19.       | kiesett | kiesett  |
| Roman Bondaruk   | Gyorstüzelő pisztoly  | 579       | 12.       | kiesett | kiesett  |
| Szerhij Kulis    | Sportpuska, fekvő     | 583       | 49.       | kiesett | kiesett  |
| Szerhij Kulis    | Sportpuska, összetett | 1166      | 14.       | kiesett | kiesett  |
| Szerhij Kulis    | Légpuska              | 593       | 18.       | kiesett | kiesett  |
| Artur Ajvazjan   | Légpuska              | 593       | 19.       | kiesett | kiesett  |
| Artur Ajvazjan   | Sportpuska, fekvő     | 593       | 21.       | kiesett | kiesett  |
| Artur Ajvazjan   | Sportpuska, összetett | 1168      | 10.*      | kiesett | kiesett  |

Női
| Versenyző        | Versenyszám           | Selejtező | Selejtező | Döntő   | Döntő    |
| Versenyző        | Versenyszám           | Pont      | Helyezés  | Pont    | Helyezés |
| ---------------- | --------------------- | --------- | --------- | ------- | -------- |
| Olena Kosztevics | Légpisztoly           | 387       | 2.        | 486,6   |          |
| Olena Kosztevics | Sportpisztoly         | 585       | 5.        | 788,6   |          |
| Darina Saripova  | Sportpuska, összetett | 573       | 38.       | kiesett | kiesett  |
| Darina Saripova  | Légpuska              | 395       | 13.       | kiesett | kiesett  |
| Darja Sitko      | Légpuska              | 394       | 23.       | kiesett | kiesett  |
| Darja Sitko      | Sportpuska, összetett | 577       | 26.       | kiesett | kiesett  |

* - három másik versenyzővel azonos eredményt ért el, szétlövés után 47,8 ponttal a 3. helyen végzett

## Súlyemelés
Férfi
| Versenyző           | Versenyszám | Szakítás | Szakítás | Lökés    | Lökés    | Összesen | Helyezés |
| Versenyző           | Versenyszám | Eredmény | Helyezés | Eredmény | Helyezés | Összesen | Helyezés |
| ------------------- | ----------- | -------- | -------- | -------- | -------- | -------- | -------- |
| Kosztyantin Pilijev | 94 kg       | 166      | 13.      | 206      | 12.      | 372      | 12.      |
| Olekszij Torohtyij  | 105 kg      | 185      |          | 227      |          | kizárva  | kizárva  |
| Szerhij Tahirov     | 105 kg      | 174      | 10.      | 200      | 11.      | 374      | 10.      |
| Ihor Simecsko       | +105 kg     | 197      | 5.       | 232      | 6.       | 429      | 6.       |

Női
| Versenyző       | Versenyszám | Szakítás | Szakítás | Lökés    | Lökés    | Összesen | Helyezés |
| Versenyző       | Versenyszám | Eredmény | Helyezés | Eredmény | Helyezés | Összesen | Helyezés |
| --------------- | ----------- | -------- | -------- | -------- | -------- | -------- | -------- |
| Julija Paratova | 53 kg       | 91       | 4.       | 108      | 10.      | 199      | 5.       |
| Julija Kalina   | 58 kg       | 106      |          | 129      |          | kizárva  | kizárva  |

## Szinkronúszás
| Versenyző                         | Versenyszám | Technikai gyakorlat | Technikai gyakorlat | Selejtező        | Selejtező        | Selejtező  | Selejtező  | Döntő            | Döntő            | Döntő      | Döntő      | Helyezés |
| Versenyző                         | Versenyszám | Technikai gyakorlat | Technikai gyakorlat | Szabad gyakorlat | Szabad gyakorlat | Összesítés | Összesítés | Szabad gyakorlat | Szabad gyakorlat | Összesítés | Összesítés | Helyezés |
| Versenyző                         | Versenyszám | Pont                | Hely.               | Pont             | Hely.            | Pont       | Hely.      | Pont             | Hely.            | Pont       | Hely.      | Helyezés |
| --------------------------------- | ----------- | ------------------- | ------------------- | ---------------- | ---------------- | ---------- | ---------- | ---------------- | ---------------- | ---------- | ---------- | -------- |
| Darina Jusko Kszenyija Szidorenko | Páros       | 92,200              | 6.                  | 92,140           | 6.               | 184,340    | 6.         | 92,670           | 6.               | 184,870    | 6.         | 6.       |

## Taekwondo
Férfi
| Versenyző         | Versenyszám | Nyolcaddöntő                | Negyeddöntő                | Elődöntő          | Vigaszág elődöntő             | Bronz- mérkőzés   | Döntő             | Helyezés |
| Versenyző         | Versenyszám | Ellenfél Eredmény           | Ellenfél Eredmény          | Ellenfél Eredmény | Ellenfél Eredmény             | Ellenfél Eredmény | Ellenfél Eredmény | Helyezés |
| ----------------- | ----------- | --------------------------- | -------------------------- | ----------------- | ----------------------------- | ----------------- | ----------------- | -------- |
| Hrihorij Huszarov | Pehelysúly  | Logan Campbell (NZL) · 10–6 | Servet Tazegül (TUR) · 2–9 |                   | Terrence Jennings (USA) · 2–3 | kiesett           |                   | 7.       |

Női
| Versenyző      | Versenyszám | Nyolcaddöntő               | Negyeddöntő                    | Elődöntő          | Vigaszág elődöntő | Bronz- mérkőzés   | Döntő             | Helyezés |
| Versenyző      | Versenyszám | Ellenfél Eredmény          | Ellenfél Eredmény              | Ellenfél Eredmény | Ellenfél Eredmény | Ellenfél Eredmény | Ellenfél Eredmény | Helyezés |
| -------------- | ----------- | -------------------------- | ------------------------------ | ----------------- | ----------------- | ----------------- | ----------------- | -------- |
| Marina Konyeva | Nehézsúly   | Nádín Daváni (JOR) · 18–13 | Glenhis Hernández (CUB) · 2–16 | kiesett           |                   |                   |                   | 9.       |

## Tenisz
Férfi
| Versenyző            | Versenyszám | 64-es főtábla                        | 32-es főtábla     | Nyolcaddöntő      | Negyeddöntő       | Elődöntő          | Bronz- mérkőzés   | Döntő             | Helyezés |
| Versenyző            | Versenyszám | Ellenfél Eredmény                    | Ellenfél Eredmény | Ellenfél Eredmény | Ellenfél Eredmény | Ellenfél Eredmény | Ellenfél Eredmény | Ellenfél Eredmény | Helyezés |
| -------------------- | ----------- | ------------------------------------ | ----------------- | ----------------- | ----------------- | ----------------- | ----------------- | ----------------- | -------- |
| Szerhij Sztahovszkij | Egyes       | Lleyton Hewitt (AUS) · 3–6, 6–4, 3–6 | kiesett           | kiesett           | kiesett           | kiesett           | kiesett           | kiesett           | 33.      |

Női
| Versenyző           | Versenyszám | 64-es főtábla                       | 32-es főtábla     | Nyolcaddöntő      | Negyeddöntő       | Elődöntő          | Bronz- mérkőzés   | Döntő             | Helyezés |
| Versenyző           | Versenyszám | Ellenfél Eredmény                   | Ellenfél Eredmény | Ellenfél Eredmény | Ellenfél Eredmény | Ellenfél Eredmény | Ellenfél Eredmény | Ellenfél Eredmény | Helyezés |
| ------------------- | ----------- | ----------------------------------- | ----------------- | ----------------- | ----------------- | ----------------- | ----------------- | ----------------- | -------- |
| Katerina Bondarenko | Egyes       | Petra Kvitová (CZE) · 4–6, 7–5, 4–6 | kiesett           | kiesett           | kiesett           | kiesett           | kiesett           | kiesett           | 33.      |

## Tollaslabda
| Versenyző         | Versenyszám | Csoportkör                                                                                             | Csoportkör | Nyolcaddöntő      | Negyeddöntő       | Elődöntő          | Bronz- mérkőzés   | Döntő             | Helyezés |
| Versenyző         | Versenyszám | Ellenfél Eredmény                                                                                      | Hely.      | Ellenfél Eredmény | Ellenfél Eredmény | Ellenfél Eredmény | Ellenfél Eredmény | Ellenfél Eredmény | Helyezés |
| ----------------- | ----------- | --- | ---------- | ----------------- | ----------------- | ----------------- | ----------------- | ----------------- | -------- |
| Dmitro Zavadszkij | Férfi egyes | K csoport · Marc Zwiebler (GER) · 21–17, 10–21, 16–21 · Mohamed Ajfan Rasheed (MDV) · 21–8, 21–8       | 2.         | kiesett           | kiesett           | kiesett           | kiesett           | kiesett           | 17.      |
| Larisza Hriha     | Női egyes   | N csoport · Kristína Gavnholt (CZE) · 13–21, 21–15, 15–21 · Juliane Schenk (GER) · 13–21, 21–15, 15–21 | 3.         | kiesett           | kiesett           | kiesett           | kiesett           | kiesett           | 33.      |

## Torna
Férfi
| Versenyző                                                                         | Versenyszám      | Selejtező | Selejtező | Döntő    | Döntő    |
| Versenyző                                                                         | Versenyszám      | Pontszám  | Helyezés  | Pontszám | Helyezés |
| --------------------------------------------------------------------------------- | ---------------- | --------- | --------- | -------- | -------- |
| Mikola Kukszenkov                                                                 | Talaj            | 14,533    | 34.*      | kiesett  | kiesett  |
| Mikola Kukszenkov                                                                 | Ugrás            | 15,766    |           | kiesett  | kiesett  |
| Mikola Kukszenkov                                                                 | Korlát           | 15,066    | 22.       | kiesett  | kiesett  |
| Mikola Kukszenkov                                                                 | Nyújtó           | 14,666    | 25.       | kiesett  | kiesett  |
| Mikola Kukszenkov                                                                 | Gyűrű            | 15,000    | 18.       | kiesett  | kiesett  |
| Mikola Kukszenkov                                                                 | Lólengés         | 14,900    | 9.        | kiesett  | kiesett  |
| Mikola Kukszenkov                                                                 | Egyéni összetett | 89,931    | 6.        | 90,432   | 4.       |
| Oleh Vernyajev                                                                    | Talaj            | 15,033    | 21.       | kiesett  | kiesett  |
| Oleh Vernyajev                                                                    | Ugrás            | 15,549    | 11.       | kiesett  | kiesett  |
| Oleh Vernyajev                                                                    | Korlát           | 14,566    | 40.       | kiesett  | kiesett  |
| Oleh Vernyajev                                                                    | Nyújtó           | 14,066    | 41.       | kiesett  | kiesett  |
| Oleh Vernyajev                                                                    | Gyűrű            | 14,600    | 34.       | kiesett  | kiesett  |
| Oleh Vernyajev                                                                    | Lólengés         | 14,366    | 18.       | kiesett  | kiesett  |
| Oleh Vernyajev                                                                    | Egyéni összetett | 88,964    | 13.       | 88,931   | 11.      |
| Oleh Sztepko                                                                      | Talaj            | 15,033    | 20.       | kiesett  | kiesett  |
| Oleh Sztepko                                                                      | Ugrás            | 15,916    |           | kiesett  | kiesett  |
| Oleh Sztepko                                                                      | Korlát           | 13,366    | 66.       | kiesett  | kiesett  |
| Oleh Sztepko                                                                      | Nyújtó           | 13,466    | 59.       | kiesett  | kiesett  |
| Oleh Sztepko                                                                      | Gyűrű            | 14,866    | 26.       | kiesett  | kiesett  |
| Oleh Sztepko                                                                      | Lólengés         | 14,400    | 16.       | kiesett  | kiesett  |
| Oleh Sztepko                                                                      | Egyéni összetett | 87,047    | 20.       | kiesett  | kiesett  |
| Vitalij Nakonecsnij                                                               | Talaj            | 14,066    | 47.       | kiesett  | kiesett  |
| Vitalij Nakonecsnij                                                               | Korlát           | 14,133    | 51.       | kiesett  | kiesett  |
| Vitalij Nakonecsnij                                                               | Nyújtó           | 14,800    | 21.       | kiesett  | kiesett  |
| Vitalij Nakonecsnij                                                               | Lólengés         | 14,933    | 6.        | 14,766   | 6.       |
| Ihor Ragyivilov                                                                   | Ugrás            | 15,799    | 8.        | 16,316   |          |
| Ihor Ragyivilov                                                                   | Gyűrű            | 15,300    | 9.        | kiesett  | kiesett  |
| Mikola Kukszenkov Vitalij Nakonecsnij Ihor Ragyivilov Oleh Sztepko Oleh Vernyajev | Csapat összetett | 269,810   | 7.        | 271,526  | 4.       |

Női
| Versenyző          | Versenyszám      | Selejtező | Selejtező | Döntő    | Döntő    |
| Versenyző          | Versenyszám      | Pontszám  | Helyezés  | Pontszám | Helyezés |
| ------------------ | ---------------- | --------- | --------- | -------- | -------- |
| Natalija Kononenko | Talaj            | 12,500    | 68.       | kiesett  | kiesett  |
| Natalija Kononenko | Ugrás            | 12,833    |           | kiesett  | kiesett  |
| Natalija Kononenko | Felemás korlát   | 13,433    | 41.       | kiesett  | kiesett  |
| Natalija Kononenko | Gerenda          | 12,066    | 66.       | kiesett  | kiesett  |
| Natalija Kononenko | Egyéni összetett | 50,832    | 44.       | kiesett  | kiesett  |

* - egy másik versenyzővel azonos eredményt ért el

### Ritmikus gimnasztika
| Versenyző          | Versenyszám | Selejtező | Selejtező | Selejtező | Selejtező | Selejtező | Selejtező | Selejtező | Selejtező | Selejtező | Selejtező | Döntő  | Döntő  | Döntő  | Döntő | Döntő    | Döntő    | Döntő  | Döntő  | Döntő    | Döntő    | Helyezés |
| Versenyző          | Versenyszám | Karika    | Karika    | Labda     | Labda     | Buzogány  | Buzogány  | Szalag    | Szalag    | Összesen  | Összesen  | Karika | Karika | Labda  | Labda | Buzogány | Buzogány | Szalag | Szalag | Összesen | Összesen | Helyezés |
| Versenyző          | Versenyszám | Pont      | Hely.     | Pont      | Hely.     | Pont      | Hely.     | Pont      | Hely.     | Pont      | Hely.     | Pont   | Hely.  | Pont   | Hely. | Pont     | Hely.    | Pont   | Hely.  | Pont     | Hely.    | Helyezés |
| ------------------ | ----------- | --------- | --------- | --------- | --------- | --------- | --------- | --------- | --------- | --------- | --------- | ------ | ------ | ------ | ----- | -------- | -------- | ------ | ------ | -------- | -------- | -------- |
| Alina Makszimenko  | Egyéni      | 27,300    | 11.       | 28,125    | 5.        | 27,800    | 3.        | 26,800    | 12.       | 110,025   | 7.        | 27,950 | 5.     | 26,675 | 10.   | 27,550   | 5.       | 27,450 | 7.     | 109,625  | 6.       | 6.       |
| Hanna Rizatgyinova | Egyéni      | 27,350    | 10.       | 26,800    | 10.       | 27,750    | 5.        | 26,950    | 10.       | 108,850   | 10.       | 26,750 | 10.    | 27,050 | 8.    | 27,100   | 7.       | 26,500 | 10.    | 107,400  | 10.      | 10.      |

| Versenyző                                                                                           | Versenyszám | Selejtező | Selejtező | Selejtező            | Selejtező            | Selejtező | Selejtező | Döntő   | Döntő   | Döntő                | Döntő                | Döntő    | Döntő    | Helyezés |
| Versenyző                                                                                           | Versenyszám | 5 labda   | 5 labda   | 3 szalag és 2 karika | 3 szalag és 2 karika | Összesen  | Összesen  | 5 labda | 5 labda | 3 szalag és 2 karika | 3 szalag és 2 karika | Összesen | Összesen | Helyezés |
| Versenyző                                                                                           | Versenyszám | Pont      | Hely.     | Pont                 | Hely.                | Pont      | Hely.     | Pont    | Hely.   | Pont                 | Hely.                | Pont     | Hely.    | Helyezés |
| --------------------------------------------------------------------------------------------------- | ----------- | --------- | --------- | -------------------- | -------------------- | --------- | --------- | ------- | ------- | -------------------- | -------------------- | -------- | -------- | -------- |
| Olena Dmitras Jevhenyija Homon Valerija Hudim Viktorija Lenisin Viktorija Mazur Szvitlana Prokopova | Csapat      | 27,050    | 6.        | 27,100               | 5.                   | 54,150    | 6.        | 27,200  | 6.      | 27,175               | 5.                   | 54,375   | 5.       | 5.       |

### Trambulin
| Versenyző       | Versenyszám | Selejtező | Selejtező | Döntő    | Döntő    |
| Versenyző       | Versenyszám | Pontszám  | Helyezés  | Pontszám | Helyezés |
| --------------- | ----------- | --------- | --------- | -------- | -------- |
| Jurij Nyikityin | Férfi       | 79,100    | 14.       | kiesett  | kiesett  |
| Marina Kijko    | Női         | 73,460    | 16.       | kiesett  | kiesett  |

## Triatlon
| Versenyző            | Versenyszám | 1,5 km úszás | Depózás 1 | 40 km kerékpározás | Depózás 2 | 10 km futás | Összesítés | Összesítés |
| Versenyző            | Versenyszám | Idő          | Idő       | Idő                | Idő       | Idő         | Idő        | Helyezés   |
| -------------------- | ----------- | ------------ | --------- | ------------------ | --------- | ----------- | ---------- | ---------- |
| Danilo Szapunov      | Férfi       | 18:08        | 0:42      | 59:35              | 0:29      | 32:38       | 1:51:32    | 42.        |
| Julija Jelisztratova | Női         | 20:50        | 0:46      | lekörözték         | kiesett   | kiesett     | kiesett    | kiesett    |

## Úszás
Férfi
| Versenyző          | Versenyszám      | Előfutam | Előfutam | Előfutam | Elődöntő | Elődöntő | Elődöntő | Döntő     | Döntő    |
| Versenyző          | Versenyszám      | Idő      | Hely.    | Össz.    | Idő      | Hely.    | Össz.    | Idő       | Helyezés |
| ------------------ | ---------------- | -------- | -------- | -------- | -------- | -------- | -------- | --------- | -------- |
| Andrij Hovorov     | 50 m gyors       | 22,09    | 3.       | 7.**     | 22,12    | 8.       | 14.*     | kiesett   | kiesett  |
| Szerhij Frolov     | 400 m gyors      | 3:50,63  | 6.       | 17.      |          |          |          | kiesett   | kiesett  |
| Szerhij Frolov     | 1500 m gyors     | 14:59,19 | 4.       | 10.      |          |          |          | kiesett   | kiesett  |
| Olekszandr Iszakov | 100 m hát        | 55,43    | 4.       | 35.      | kiesett  | kiesett  | kiesett  | kiesett   | kiesett  |
| Olekszandr Iszakov | 200 m hát        | 2:00,78  | 6.       | 30.      | kiesett  | kiesett  | kiesett  | kiesett   | kiesett  |
| Valerij Dimo       | 100 m mell       | 1:01,27  | 7.       | 23.*     | kiesett  | kiesett  | kiesett  | kiesett   | kiesett  |
| Ihor Boriszik      | 200 m mell       | 2:12,61  | 6.       | 22.      | kiesett  | kiesett  | kiesett  | kiesett   | kiesett  |
| Illja Csujev       | 200 m pillangó   | 1:59,65  | 4.       | 28.      | kiesett  | kiesett  | kiesett  | kiesett   | kiesett  |
| Makszim Semberjev  | 200 m vegyes     | 2:03,40  | 2.       | 33.      | kiesett  | kiesett  | kiesett  | kiesett   | kiesett  |
| Makszim Semberjev  | 400 m vegyes     | 4:16,63  | 6.       | 15.      |          |          |          | kiesett   | kiesett  |
| Ihor Cservinszkij  | 10 km nyílt vízi |          |          |          |          |          |          | 1:50:56,9 | 14.      |

Női
| Versenyző                                                   | Versenyszám          | Előfutam | Előfutam | Előfutam | Elődöntő | Elődöntő | Elődöntő | Döntő     | Döntő    |
| Versenyző                                                   | Versenyszám          | Idő      | Hely.    | Össz.    | Idő      | Hely.    | Össz.    | Idő       | Helyezés |
| ----------------------------------------------------------- | -------------------- | -------- | -------- | -------- | -------- | -------- | -------- | --------- | -------- |
| Darina Sztepanyuk                                           | 50 m gyors           | 25,70    | 8.       | 33.      | kiesett  | kiesett  | kiesett  | kiesett   | kiesett  |
| Darina Zevina Hanna Dzerkal Darina Sztepanyuk Irina Hlavnik | 4 × 200 m gyorsváltó | 8:12,67  | 8.       | 15.      |          |          |          | kiesett   | kiesett  |
| Darina Zevina                                               | 100 m hát            | 1:00,57  | 6.       | 18.*     | kiesett  | kiesett  | kiesett  | kiesett   | kiesett  |
| Darina Zevina                                               | 200 m hát            | 2:09,40  | 2.       | 9.       | 2:09,70  | 6.       | 12.      | kiesett   | kiesett  |
| Marija Liver                                                | 100 m mell           | 1:11,23  | 8.       | 37.      | kiesett  | kiesett  | kiesett  | kiesett   | kiesett  |
| Hanna Dzerkal                                               | 200 m mell           | 2:27,09  | 1.       | 17.      | kiesett  | kiesett  | kiesett  | kiesett   | kiesett  |
| Hanna Dzerkal                                               | 200 m vegyes         | 2:14,55  | 1.       | 18.      | kiesett  | kiesett  | kiesett  | kiesett   | kiesett  |
| Hanna Dzerkal                                               | 400 m vegyes         | 4:48,19  | 3.       | 26.      |          |          |          | kiesett   | kiesett  |
| Olha Bereszneva                                             | 10 km nyílt vízi     |          |          |          |          |          |          | 1:58:44,4 | kizárták |

* - egy másik versenyzővel azonos eredményt ért el

** - két másik versenyzővel azonos eredményt ért el
A női 10 km-es nyílt vízi úszásban hetedik helyen végzett Olha Bereszneva doppingvizsgálaton leadott mintájában, egy későbbi ellenőrzés során kombinált eritropoetint mutattak ki. Ezért a NOB 2015-ben az eredményét törölte.

## Vitorlázás
Férfi
| Versenyző         | Versenyszám     | Futam | Futam | Futam | Futam | Futam | Futam | Futam | Futam | Futam | Futam | Futam   | Pontszám | Helyezés |
| Versenyző         | Versenyszám     | 1     | 2     | 3     | 4     | 5     | 6     | 7     | 8     | 9     | 10    | É       | Pontszám | Helyezés |
| ----------------- | --------------- | ----- | ----- | ----- | ----- | ----- | ----- | ----- | ----- | ----- | ----- | ------- | -------- | -------- |
| Makszim Oberemko  | Szörfvitorlázás | (36)  | 35    | 16    | 28    | 17    | 31    | 23    | 14    | 6     | 11    | kiesett | 181      | 23.      |
| Valerij Kudrjasov | Laser           | (48)  | 38    | 42    | 31    | 38    | 40    | 35    | 36    | 38    | 43    | kiesett | 341      | 44.      |
| Olekszij Boriszov | Finn dingi      | 21*   | 18,6* | 19    | 19    | 15    | 19    | (23)  | 14    | 17    | 18    | kiesett | 160,6    | 19.      |

Női
| Versenyző      | Versenyszám     | Futam | Futam | Futam | Futam | Futam | Futam | Futam | Futam | Futam | Futam | Futam | Pontszám | Helyezés |
| Versenyző      | Versenyszám     | 1     | 2     | 3     | 4     | 5     | 6     | 7     | 8     | 9     | 10    | É     | Pontszám | Helyezés |
| -------------- | --------------- | ----- | ----- | ----- | ----- | ----- | ----- | ----- | ----- | ----- | ----- | ----- | -------- | -------- |
| Olha Maszlivec | Szörfvitorlázás | 3     | 4     | (14)  | 10    | 3     | 3     | 1     | 3     | 7     | 10    | 4     | 48       | 4.       |

* - jóváírás

## Vívás
Férfi
| Versenyző          | Versenyszám       | Selejtező         | 32-es főtábla                  | Nyolcaddöntő      | Negyeddöntő       | Elődöntő          | Bronz- mérkőzés   | Döntő             | Helyezés |
| Versenyző          | Versenyszám       | Ellenfél Eredmény | Ellenfél Eredmény              | Ellenfél Eredmény | Ellenfél Eredmény | Ellenfél Eredmény | Ellenfél Eredmény | Ellenfél Eredmény | Helyezés |
| ------------------ | ----------------- | ----------------- | ------------------------------ | ----------------- | ----------------- | ----------------- | ----------------- | ----------------- | -------- |
| Dmitro Karjucsenko | Párbajtőr, egyéni |                   | Yannick Borel (FRA) · 10–15    | kiesett           | kiesett           | kiesett           | kiesett           | kiesett           | 22.      |
| Dmitro Bojko       | Kard, egyéni      | erőnyerő          | Rareș Dumitrescu (ROU) · 12–15 | kiesett           | kiesett           | kiesett           | kiesett           | kiesett           | 26.      |

Női
| Versenyző                                                              | Versenyszám       | Selejtező                     | 32-es főtábla                    | Nyolcaddöntő                   | Negyeddöntő                                                                   | Elődöntő                                                                                       | Bronz- mérkőzés                                                                                   | Döntő                        | Helyezés |
| Versenyző                                                              | Versenyszám       | Ellenfél Eredmény             | Ellenfél Eredmény                | Ellenfél Eredmény              | Ellenfél Eredmény                                                             | Ellenfél Eredmény                                                                              | Ellenfél Eredmény                                                                                 | Ellenfél Eredmény            | Helyezés |
| ---------------------------------------------------------------------- | ----------------- | ----------------------------- | -------------------------------- | ------------------------------ | ----------------------------------------------------------------------------- | ---------------------------------------------------------------------------------------------- | ------------------------------------------------------------------------------------------------- | ---------------------------- | -------- |
| Olha Lelejko                                                           | Tőr, egyéni       | Anissa Khelfaoui (ALG) · 15–4 | Nam Hjonhi (KOR) · 9–15          | kiesett                        | kiesett                                                                       | kiesett                                                                                        | kiesett                                                                                           | kiesett                      | 29.      |
| Jana Semjakina                                                         | Párbajtőr, egyéni | erőnyerő                      | Ljubov Sutova (RUS) · 15–12      | Ana Maria Brânză (ROU) · 14–13 | Simona Gherman (ROU) · 15–14                                                  | Sun Yujie (CHN) · 14–13                                                                        |                                                                                                   | Britta Heidemann (GER) · 9–8 |          |
| Olena Krivicka                                                         | Párbajtőr, egyéni | Susie Scanlan (USA) · 15–13   | Anca Măroiu (ROU) · 10–15        | kiesett                        | kiesett                                                                       | kiesett                                                                                        | kiesett                                                                                           | kiesett                      | 31.      |
| Kszenyija Pantelejeva                                                  | Párbajtőr, egyéni | Yeung Chui Ling (HKG) · 15–11 | Li Na (CHN) · 10–15              | kiesett                        | kiesett                                                                       | kiesett                                                                                        | kiesett                                                                                           | kiesett                      | 30.      |
| Olha Harlan                                                            | Kard, egyéni      |                               | Margarita Csomakova (BUL) · 15–8 | Səbinə Mikina (AZE) · 15–10    | Irene Vecchi (ITA) · 15–9                                                     | Szofja Velikaja (RUS) · 12–15                                                                  | Mariel Zagunis (USA) · 15–10                                                                      |                              |          |
| Jana Semjakina Anfisza Pocskalova Olena Krivicka Kszenyija Pantelejeva | Párbajtőr, csapat |                               |                                  |                                | Oroszország (RUS) · Violetta Kolobova · Anna Szivkova · Ljubov Sutova · 34–45 | 5–8. helyért · Németország (GER) · Imke Duplitzer · Britta Heidemann · Monika Sozanska · 36–45 | 7. helyért · Olaszország (ITA) · Rossella Fiamingo · Mara Navarria · Nathalie Moellhausen · 40–45 |                              | 8.       |